# Іцхак Шамір
Іцхак Шамір (івр. יצחק שמיר, прізвище при народженні Єзерницький (15 жовтня 1915, Ружани Гродненської губернії — 30 червня 2012, Ізраїль) — ізраїльський політик, восьмий і десятий прем'єр-міністр Ізраїлю, був головою Кнесету і міністром внутрішніх справ. До 1948 року був одним з керівників підпільної терористичної організації Лехі. Працював на високих посадах в «Моссад».

## Життєпис

### Юність і Лехі
Іцхак народився в Ружанах (зараз в Пружанському районі Берестейської області, Білорусь) 15 жовтня 1915. Навчався в гімназії в місті Білосток. В 1934 почав вивчати юриспруденцію в Варшавському університеті, але не закінчив навчання, тому що був членом руху Бейтар і сіоністом в 1935 емігрував до Ізраїлю. В Ізраїлі він навчався в Єврейському університеті в Єрусалимі, але в 1937 приєднався до Іргуну (Ецель), активно беручи участь у його діяльності. Його сім'я залишилася в Польщі, і була знищена в Голокості.
В 1940 організація «Лехі» відкололися від «Іргуну» через те, що ватажок Іргуну, Давид Разіель наказав призупинити боротьбу з англійцями на час Другої світової війни. Шамір вибрав шлях Авраама Штерна і перейшов до «Лехі».
У грудні 1941 Іцхак Шамір був заарештований і перебував в ув'язненні біля кібуцу Мізрах, коли 12 лютого 1942 англійцями був убитий голова Лехі Авраам Штерн. У вересні 1942 Шамір втік з в'язниці.
Після повернення з в'язниці, він приєднався до керівництва «Лехі», яке після смерті Штерна було колективним, так як не знайшлося людини гідної замінити Авраама Штерна. Після вбивства (можливо, за наказом Шаміра) Еліяху Гілада, відомого своїми екстремістськими поглядами, керівництво Лехі складалося з Іцхака Шаміра, Ісраеля Ельдада та Натана Елін-Мора.
Іцхак Шамір був ініціатором таких операцій «Лехі» в 1944, як спроба вбивства британського правителя Палестини Гарольда Макмайкла і вбивство лорда Волтера Гіннесса.
Навіть будучи прем'єр-міністром Ізраїлю, він продовжував значитися в британських списках терористів.
Влітку 1946 Шамір був заарештований, і цього разу був відправлений в Еритрею, звідти через 5 місяців втік в Париж, де отримав політичний притулок.
20 травня 1948 повернувся в Ізраїль.

### Політика
Після заснування держави Шамір займався приватним бізнесом (прокладка доріг, завод з переробки гуми).
В 1955 був запрошений в ізраїльську розвідку «Моссад» її тодішнім директором Іссером Харелем, і досяг там посади начальника європейського відділу. В 1965 Шамір залишив «Моссад» і повернувся в приватний бізнес. В 1969 приєднався до партії Херут, попередниці сучасного Лікуду. В 1974 був обраний в Кнесет як представник Лікуду. В 1975 став лідером партії.
У восьмому Кнесеті був членом міністерства закордонних справ і міністерства оборони. Після так званого «Перевороту» коли партія Авода вперше в історії Ізраїлю поступилася правом сформувати уряд в 1977 році, став головою Кнесету.
В 1979, після того, як Моше Даян залишив місце міністра закордонних справ, цей пост протягом п'яти місяців займав Менахем Бегін, і 10 березня 1980 передав його Шаміру.

### Прем'єр-міністр
28 серпня 1983 Менахем Бегін повідомив, що більше не може бути прем'єр-міністром Ізраїлю. Після відходу Бегіна, Шамір став головою Лікуду, і 11 жовтня 1983 став прем'єр-міністром Ізраїлю.
Іцхак Шамір отримав країну в важкому стані: Цахал загруз глибоко в Лівані, фінансове становище було в жалюгідному стані, суспільство було розколоте на правих і лівих. Через розкол в суспільстві під час антивоєнної демонстрації був убитий активіст руху «Шалом ахшав» Еміль Грінцвейг.
Перша дія Шаміра як прем'єр-міністра було зниження вартості шекеля на 23 %. Торгівля на біржі була призупинена на десять днів, вартість акцій упала, уряду довелося скуповувати акції банків, інфляція підскочила до 21,1 % до жовтня 1983.
В Лівані 4 листопада 1984 смертник підірвав себе, забравши життя 60 осіб, з яких 28 солдатів Цахалу. Опір ізраїльським військам в Лівані зростала, Ізраїль втрачав солдатів майже щодня. Ізраїль погодився обміняти шістьох солдатів на 4700 арабських повстанців.
6 грудня 1983 стався вибух в автобусі в Єрусалимі. У квітні 1984 стався крупний скандал, пов'язаний з вбивством співробітниками «Шабак» затриманих палестинських терористів. Після того, як цей факт став надбанням преси, «Шабак» безуспішно намагався перешкодити розслідуванню, яке почав Шамір.
На тлі всього, що відбувається в країні здавалося малоймовірним, що Шамір залишиться прем'єр-міністром. Попри це, він заробив 59 % голосів у внутрішніх виборах в Лікуді, проти 41 % добре відомого, але не надто популярного Аріеля Шарона.

### Перший уряд національної єдності
Кількість місць в Кнесеті, займаних Лікудом, скоротилася з 48 до 41. Шаміру не вдалося створити уряд, президент країни Хаїм Херцог запропонував створити уряд лідерові Аводи Шимону Пересу. Після невдачі Переса президент особисто зібрав уряд національної єдності який очолював перші два роки Шимон Перес, а другі два роки Іцхак Шамір; така програма отримала назву «Ротація».
Перед новим урядом були два основні завдання: зниження інфляції і вихід Цахалу з Лівана. Програма стабілізації економіки в 1985 значно зменшила інфляцію. Програма Іцхака Рабіна, міністра оборони, щодо виходу Цахалу з Лівану не подобалася Шаміру, але тим не менше вона була схвалена більшістю. Була виконана в 1985.
В 1985, після обміну 1150 терористів на трьох ізраїльських солдатів, Шамір сказав, що «неприпустимо щоб вбивці терористи були відпущені, а євреї, що борються проти них, сиділи б у в'язниці» і запропонував видати спецуказ за амністією членів угруповання «Хамахтерет Хаєхудіт». Пропозиція була відкинута Кнесетом в 1987, але терміни ув'язнення євреям були значно зменшені.
З початком правління Шаміра він продовжив розслідування проти Ехуда Ятома, було виявлено, що Шабак намагався приховати докази проти нього. Зрештою президент Хаїм Херцог надав помилування замішаних у цій справі членів Шабака, для того щоб не видавати їх внутрішні секрети, які були важливі для безпеки країни.
25 листопада 1987 року, арабський терорист зайшов в базу Цахал недалеко від Кирьят-Шмона і вбив шістьох солдатів. Через декілька днів почалася так звана «Перша інтифада». Іцхак Шамір і Іцхак Рабін вирішили діяти «твердою рукою» проти арабських терористів. Світове телебачення показувало кадри, де ізраїльські солдати проводять масові арешти, стріляють в бік дітей, що жбурляли каміння, руйнують будинки. Це викликало хвилю антиізраїльських мітингів по всьому світу. Вбивство Абу Джихаду, який вважався провідником Інтифади в Тунісі 16 квітня 1988, не призвело до зменшення заворушень. Цахалу не вдалось придушити Інтифаду.

### Другий уряд національної єдності
1 листопада 1988 були вибори в дванадцятий Кнесет. Після виборів, Лікуд, релігійні партії та інші праві отримали 65 мандатів. Попри це Шамір зустрів труднощі через вимоги релігійних партій. В результаті уряд національної єдності було створено повторно, Шимон Перес отримав посаду міністра фінансів, а Рабин зберіг за собою пост міністра оборони. Шамір був головою радикально розрізненого уряду. Незаконні зв'язку Езер Вейцмана з організацією ООП (Організація зі звільнення Палестини) привели до остаточного розвалу уряду. Після цього Шамір зібрав новий праворелігійний уряд, Авода пішла в опозицію.
У ніч з 16 на 17 січня 1991 США в коаліції з арабськими країнами (Саудівська Аравія, Єгипет та Сирія) почали наземні бойові дії проти Іраку. Президент Іраку Саддам Хусейн зробив спробу втягнути Ізраїль у війну і тим самим позбавити США підтримки арабських держав, частина яких заздалегідь оголосили, що не братимуть участь у військовій кампанії на одній стороні з Ізраїлем. 39 іракських ракет впали на територію Ізраїлю, але Шамір не піддався на провокацію.
Після ослаблення Іраку політична карта змінилася. У той час Ізраїль отримав велику хвилю репатріантів з Радянського Союзу і потребував фінансового кредиту. 12 вересня 1991 президент США Джордж Буш заявив, що американські гарантії, які робили кредит можливим Ізраїль отримає лише за умови, що Ізраїль буде брати участь в міжнародній конференції і припинить будівництво в єврейських поселеннях.
В 1991 кількість жертв терактів було рекордним з часів Війни за незалежність — 101 осіба. В результаті цього, а також в результаті згоди на участь в Мадридської конференції, проти якої виступали його прихильники, Шамір втратив підтримку виборців, і партія Авода на чолі з Іцхаком Рабином прийшла до влади. Через день після виборів Іцхак Шамір оголосив про свою відставку з посади лідера Лікуду і повернувся в Тель-Авів. В 1996 р. покинув Кнесет і вийшов на пенсію, однак продовжував зрідка давати інтерв'ю і проявляти політичну активність.

### Після відставки
Пішовши з політики, Шамір тихо жив в Тель-Авіві, зрідка з'являвся на екранах з критикою прем'єр-міністрів, а потім оселився в будинку престарілих «Герцлія Цаіру» в однойменному мікрорайоні міста Герцлії. В 1994 написав і видав автобіографію.
Іцхак Шамір завжди жив скромно, надавав перевагу компанії старих товаришів з «Лехі».
Іцхак був одружений з Шуламіт Шамір, з якою прожив 67 років. Вона померла 29 липня 2011 року у віці 88 років. Є батьком двох дітей: Яїра (названого на честь Авраама Штерна) і Гільада.